# نورپردازی در عکاسی

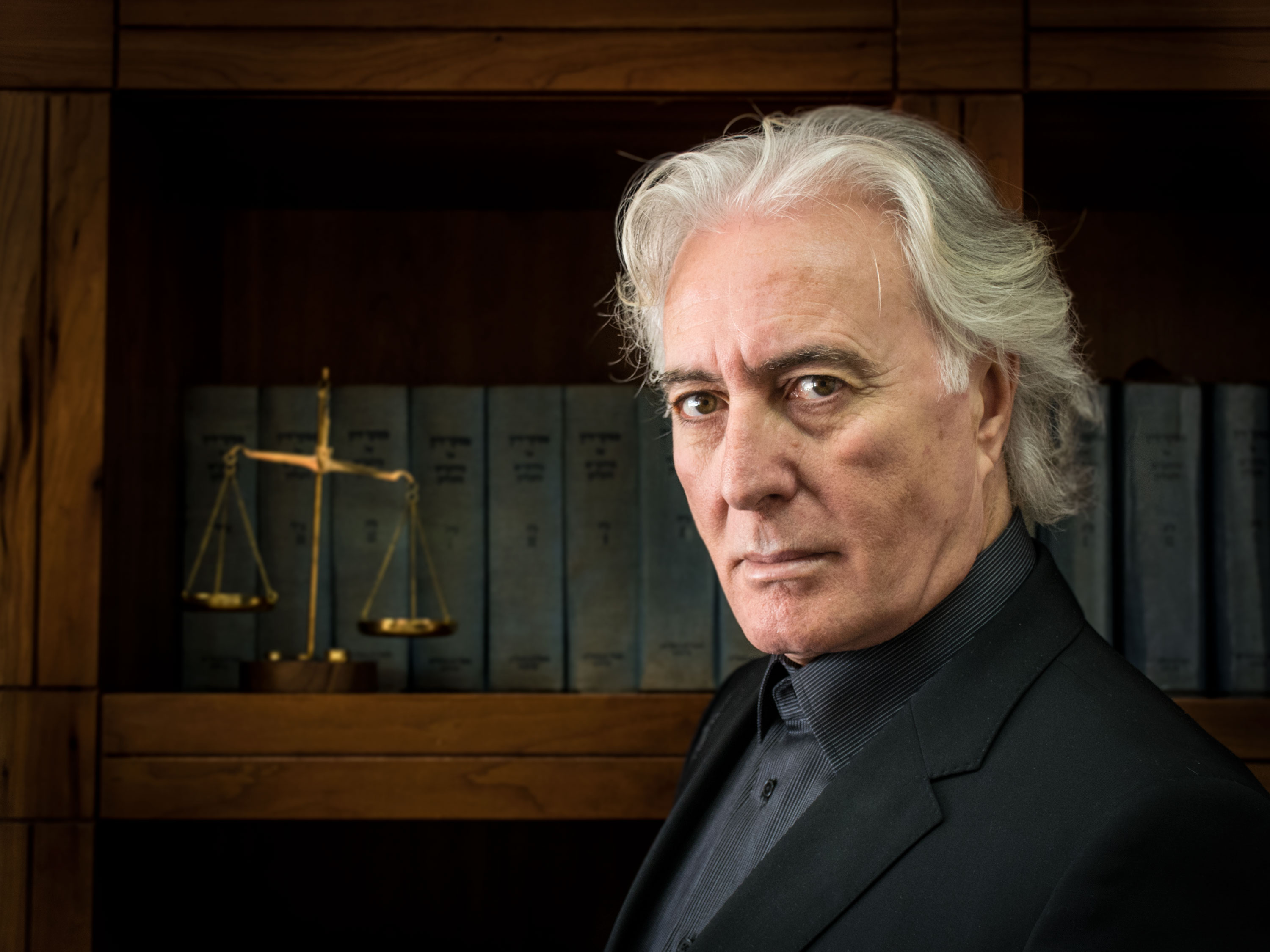
نمونه‌ای از ترکیب‌بندی و نورپردازی موفق در عکاسی پُرتره.

نورپردازی، یک مهارت اساسی در عکاسی است. از گرفتن عکس از یک رویداد گذرا که نور موجود را به کار گرفته تا تصویری تبلیغاتی که در آن از نورپردازیهای خاص استفاده می‌شود.نور ماهیت عکاسی است و بدون آن عکسی وجود نخواهد داشت. کلمه فوتو-گرافی از کلمه یونانی photo و graph تشکیل شده که به معنای نور نگاری است. برای همراه شدن با زبان نور، عکاس نیازمند دانش، مهارت و هنروری است. 

## نور مصنوعی
عکاس و به خصوص عکاسان غیر حرفه‌ای فراوان به پدیده رنگهای غالب برخورد می‌کنند. برای گرفتن عکس شب یا عکس زیر نور مصنوعی، همان فیلم مورد استفاده قرار می‌گیرد. خفیف ساختن این اثرهای رنگ ممکن است، اما چندان آسان نیست. رنگهایی که به وسیله لامپهای مهتابی، با فیلم برای نور طبیعی یا نور مصنوعی ایجاد می‌شوند متعددند. به این دلیل بهتر است که راهنمای فیلم‌ها مشخص گردند. بر روی عکسهایی که بدون صافی گرفته شده‌اند، نور لامپهای مهتابی غالب اوقات رنگ آبی-سبز به وجود می‌آورد. استفاده از صافی امکان تبدیل کردن فیلم برای نور طبیعی را به فیلم ، برای نور مصنوعی آسان می‌کند. اما این اصلاح، غالب اوقات رنگ گرمی را که جو مشخصه‌ای عکس را آشکار می‌کند، از بین می‌برد. تصحیح به کمک صافی‌های ضعیف تر از همان رنگ نتیجه‌هایی به دست می‌دهد که میان دو غایت واقع می‌شوند.

## نور طبیعی
عکسهایی که در نور طبیعی با فیلم مخصوص گرفته می‌شوند می‌توانند دارای زیر و بم‌های رنگی باشند. در واقع، ترکیب طیفی نور طبیعی باعث تغییرهای محسوسی می‌شود. هنگام صبح و شب به دلیل پخش موجهای کوتاه آبی از خلال لایه‌های جو، نور خورشید قرمزتر است. هنگامی که نور خورشید در مکان بالاتری در آسمان قرار دارد، موجهای نوری از لایه نازکتری از جو عبور می‌کنند و نسبت متعارف موجهای آبی از نو برقرار می‌گردد. بنابر فیلم مورد کاربرد باید دست کم از صافی فرابنفش استفاده شود، با وجود این در اکثر موارد صافی "اسکای لایت" ترجیح داده می‌شود.

## ترکیب منابع نوری
هر منبع نوری می‌تواند برای ایجاد افکت‌های زیبا و تعادل رنگی مناسب، با منابع دیگر ترکیب شود. درون استودیو این ترکیب می‌تواند نور فلش و تنگستن باشد. نورهای معمولی خانگی بعضی مواقع به عنوان نور مکمل استفاده می‌شوند. شمع‌ها نور گرمی دارند و سایه‌های نرمی را به وجود می‌آورند. نور چراغ قوه می‌تواند برای ایجاد افکت‌هایی مثل نقاشی با نور به کار رود. وقتی با مواد رنگی کار می‌کنید از کاربرد ژل‌های رنگی در جلوی منبع نور یا فیلترهای لنز دوربین به خاطر تغییر رنگ نور نترسید. اگر از خود نور عبور می‌دهد آن را استفاده کنید. ولی بهترین نور نور های طبیعی و مصنوعی هستند و نور های دیگر برای عکاسی خوب نیستند

## کارکردهای نور
نور علاوه بر آشکار ساختن سوژه و مستعد ساختن آن برای عکاسی، تا آنجا که به عکاس مربوط می‌شود، سه کارکرد مهم دارد: نشان دادن عمق و حجم، حالت دادن به عکس، ایجاد طرح‌های سیاه و سفید (گرافیک)

## نشان دادن حجم و عمق
برای نشان دادن عمق در عکس، عکاس باید تصوری از سه بعدی بودن را به وجود آورد و نور بهترین عاملی است که می‌تواند در ایجاد چنین تصوری عکاس را یاری دهد.

## حالت دادن به عکس
معمولا آنچه عکاس را به گرفتن عکس یک سوژه ترغیب می‌کند حالت یا فضای آن است نه خود سوژه. در واقع اگر چنین حالتی وجود نداشته باشد، عکاس تمایلی به گرفتن عکس نشان نمی‌دهد. حالت و فضا را عمدتا نور به وجود می‌آورد.

## ایجاد طرح‌های سیاه و سفید
در عکس قسمتهای پر نور سوژه، سفید و قسمتهای پر سایه آن، سیاه می‌افتد. طیف‌های مختلف رنگ خاکستری بین این دو نهایت قرار دارد و اهمیت کیفیات گرافیکی که زاییده چگونگی نور پردازی سوژه است، به اندازه اهمیتی است که فضا و کیفیات نشان دهنده حالت نور داراست. از تحلیل گرافیک‌ها و مطابق تأثیرات رنگ‌های سیاه و سفید روی بیننده می‌توان چنین استنباط کرد که سفید جنبه غالب و فعال و سیاه مغلوب و غیر فعال دارد.

## سایه‌ها
تغییر و تحولات وضع نور و سایه‌هایی که می‌افکند نه تنها به موقعیت آن در آسمان مربوط است بلکه به شدت و ضعف نور نیز بستگی دارد. در حوالی ظهر موقعی که خورشید در بالای سر قرار گرفته‌است، سایه‌ها کوتاه و کدر می‌باشند. اما صبح زود و در پایان بعد از ظهر کشیده تر و شفاف ترند، به همین سبب، این دو موقع بهترین و مناسب تدین زمان برای عکاسی است و باید از لطافت هوا برای توفیق در به دست آوردن تصاویری که از آن‌ها احساس عمق و بعد سوم می‌شود، استفاده کامل برد. سایه‌ها نه تنها از لحاظ ایجاد عمق و برجستگی در عکس اهمیت دارند بلکه شکل و خم آنها، خود موضوع جالب و زیبایی برای عکاسی است و یکی از فتوژنیک‌ترین عناصر زیباییی به‌شمار می‌روند.